# Корона Святого Едуарда
Корона Святого Едуарда (англ. St Edward's Crown) — центральна прикраса Королівських регалій Великої Британії. Корона, названа на честь святого Едуарда Сповідника, традиційно використовувалася для коронування англійських і британських монархів починаючи з ХІІІ століття.
Оригінальна корона була священною реліквією, яка зберігалася у Вестмінстерському абатстві, місці поховання Едуарда, доки регалії не були продані або переплавлені, коли парламент скасував монархію в 1649 році під час громадянської війни в Англії.
Сучасна версія корони Святого Едуарда була виготовлена для Карла II у 1661 році. Вона виготовлена із суцільного золота, має висоту 30 сантиметрів, вагу 2,23 кілограма і прикрашена 444 дорогоцінними та напівдорогоцінними каменями. За вагою та зовнішнім виглядом корона подібна до оригіналу, але її арки барокові.
Після 1689 року її не використовували для коронування монарха понад 200 років. У 1911 році традиція була відроджена Георгом V, і всі наступні монархи (крім Едуарда VIII, який взагалі не був коронований) були короновані з використанням корони Святого Едуарда. Стилізоване зображення цієї корони використовується на гербах, значках, логотипах та різних інших знаках розрізнення держав Співдружності, щоб символізувати королівську владу короля Карла III.
Коли корона Святого Едуарда не використовується, вона виставлена на загальний огляд у Будинку коштовностей у Лондонському Тауері.

## Опис
Корона святого Едуарда виготовлена із 22-каратного золота, окружністю — 66 см, висотою — 30 см, вагою — 2,23 кг. Вона має чотири геральдичні лілії та чотири тамплієрські хрести, які підтримують дві низькі арки, увінчані мондом та тамплієрським хрестом, арки та монде символізують імператорську корону. Її фіолетова оксамитова шапка оздоблена горностаєм. Вона оздоблена 444 дорогоцінними та напівдорогоцінними каменями, включаючи 345 аквамаринів у огранці «троянда», 37 білих топазів, 27 турмалінів, 12 рубінів, 7 аметистів, 6 сапфірів, 2 циркони, 1 гранат, 1 шпінель і 1 карбункул.
Загальна вартість всіх коштовностей і золота, використаних для виготовлення корони Святого Едуарда, оцінюється в понад 3,6 мільйона фунтів стерлінгів (понад 4 мільйони євро/доларів), але сама корона практично безцінна через її історичну та символічну цінність.

## Використання
Хоча вона вважається офіційною короною монарха, лише сім монархів були короновані короною Святого Едуарда з часів Реставрації: Карл II (1661), Яків II (1685), Вільгельм III (1689), Георг V (1911), Георг VI (1937) ,Єлизавета II (1953) і Чарльз III(2023). Марія II і Анна були короновані власними малими діамантовими коронами; Георг I, Георг II, Георг III і Вільгельм IV були короновані державною короною Георга I; Георг IV був коронований великою новою діамантовою короною, зробленою спеціально для цієї нагоди; а королева Вікторія та Едуард VII вирішили не використовувати Корону Святого Едуарда через її вагу, а замість цього використали легшу версію корони Британської імперії 1838 року. Коли корону Святого Едуарда не використовували для коронації монарха, її клали на вівтар під час коронації; однак її взагалі не було на коронації королеви Вікторії.

### У геральдиці
Корона Святого Едуарда широко використовується як геральдична емблема Сполученого Королівства, вона зображена на безлічі емблем і знаках розрізнення. Оскільки Сполучене Королівство є конституційною монархією з відповідальним урядом, корона також може символізувати «суверенітет (або владу) монарха». Її можна знайти, серед іншого, на Королівському шифрі; Королівському гербі Сполученого Королівства; королівських бейджах Англії; а також емблемах поліції Англії та Уельсу, швидкої допомоги Національної служби здоров’я, берегової охорони Його Величності, британської армії, Королівської морської піхоти, Королівських військово-повітряних сил і Податкової та митної служби Його Величності. Вона також утворює логотип Royal Mail, поштової служби Сполученого Королівства. (У Шотландії Корона Шотландії може з'явитися замість Корони Святого Едуарда).

## Історія

### Походження

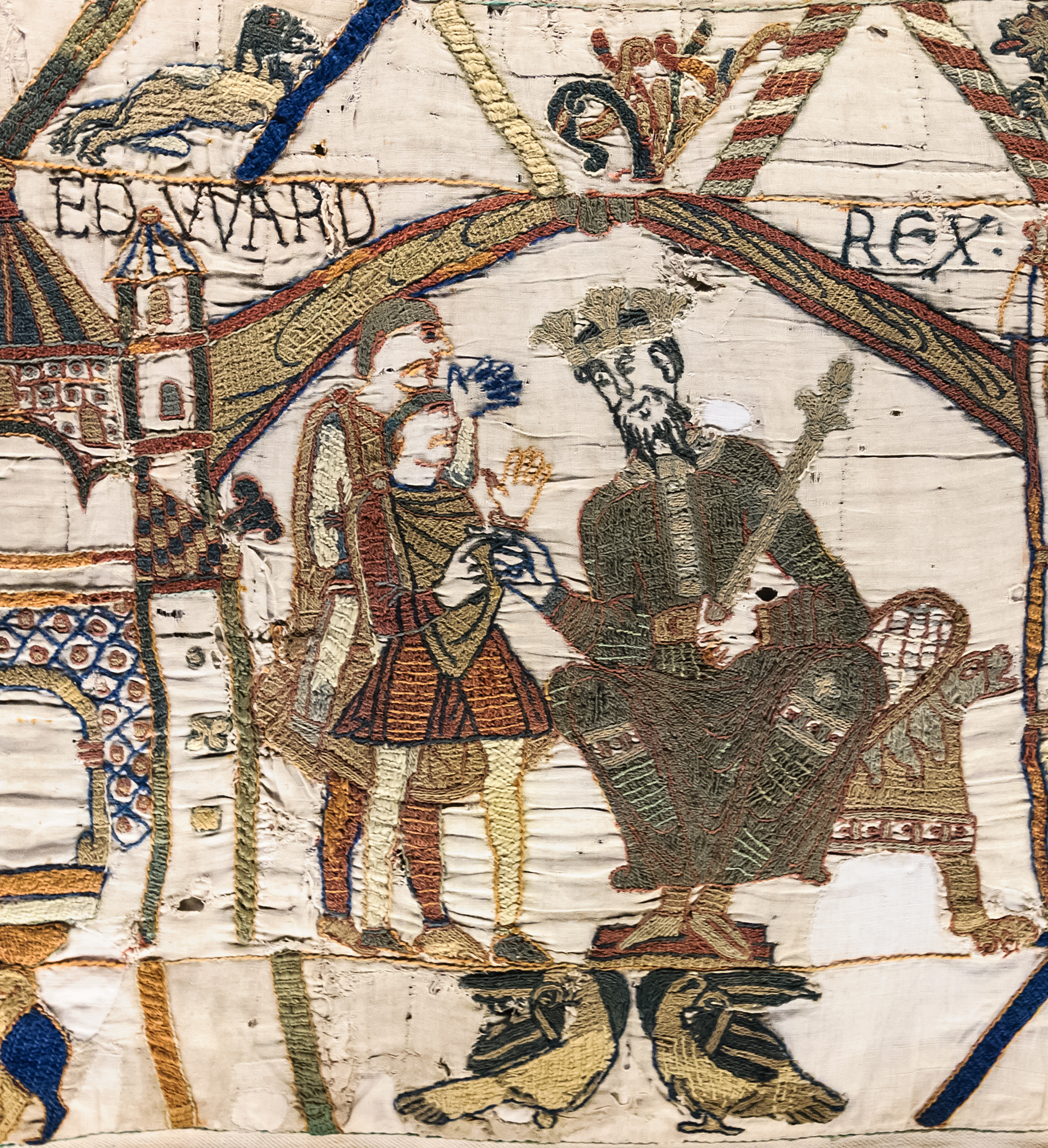
Король Едуард Сповідник у короні в першій сцені гобелену з Байо

Едуард Сповідник носив свою корону на Великдень, Трійцю та Різдво. У 1161 році він був визнаний святим, а предмети, пов'язані з його правлінням, стали реліквіями. Ченці на місці його поховання у Вестмінстерському абатстві стверджували, що Едуард попросив їх вічно піклуватися про його регалії під час коронацій усіх майбутніх англійських королів. Хоча це твердження, ймовірно, було саморекламою з боку абатства, і деякі регалії, ймовірно, були взяті з могили Едуарда, коли він був там повторно похований, це стало визнаним фактом, таким чином встановивши перший відомий набір спадкових коронаційних регалії в Європі. Корона, яка називається короною Святого Едуарда, вперше була використана для коронації Генріха III у 1220 році, і, як стверджують, це була та сама корона, яку носив Едвард.

### Свята реліквія
У давнину корону описували як «Корона короля Альфреда із золотого дроту з невеликими каменями та двома маленькими дзвіночками», вагою 2,25 кг і загальною вартістю 248 фунтів стерлінгів. Іноді її називали Короною короля Альфреда через напис на кришці її коробки, який у перекладі з латинської мови звучав так: «Це головна корона з двох, якими були короновані королі Альфред, Едуард та інші». Однак немає жодних доказів, які б підтверджували тезу про те, що вона датована часами Альфреда, і в наказі про коронацію вона завжди згадувалася як Корона Святого Едуарда.
Корона Святого Едуарда рідко залишала Вестмінстерське абатство, але коли Річард II був змушений зректися престолу в 1399 році, він наказав принести корону в Лондонський Тауер, де він символічно передав її Генріху IV, сказавши: «Я представляю і віддаю тобі цю корону якою я був коронований королем Англії, і всі пов’язані з нею права».
Її використовували в 1533 році для коронації другої дружини Генріха VIII, Анни Болейн, що було безпрецедентним для королеви-консорта. У період Тюдорів під час коронації на голови монархів клали три корони: корону Святого Едуарда, державну корону та «багату корону» (англ. rich crown), зроблену спеціально для короля чи королеви. Після англійської Реформації нова церква Англії засудила шанування середньовічних реліквій, і, починаючи з коронації Едуарда VI у 1547 році, значення корони Святого Едуарда як святої реліквії було применшене під час церемонії.
Під час громадянської війни в Англії парламент продав середньовічну корону Святого Едуарда, яку Олівер Кромвель вважав символом «огидного правління королів».

### Реставрація

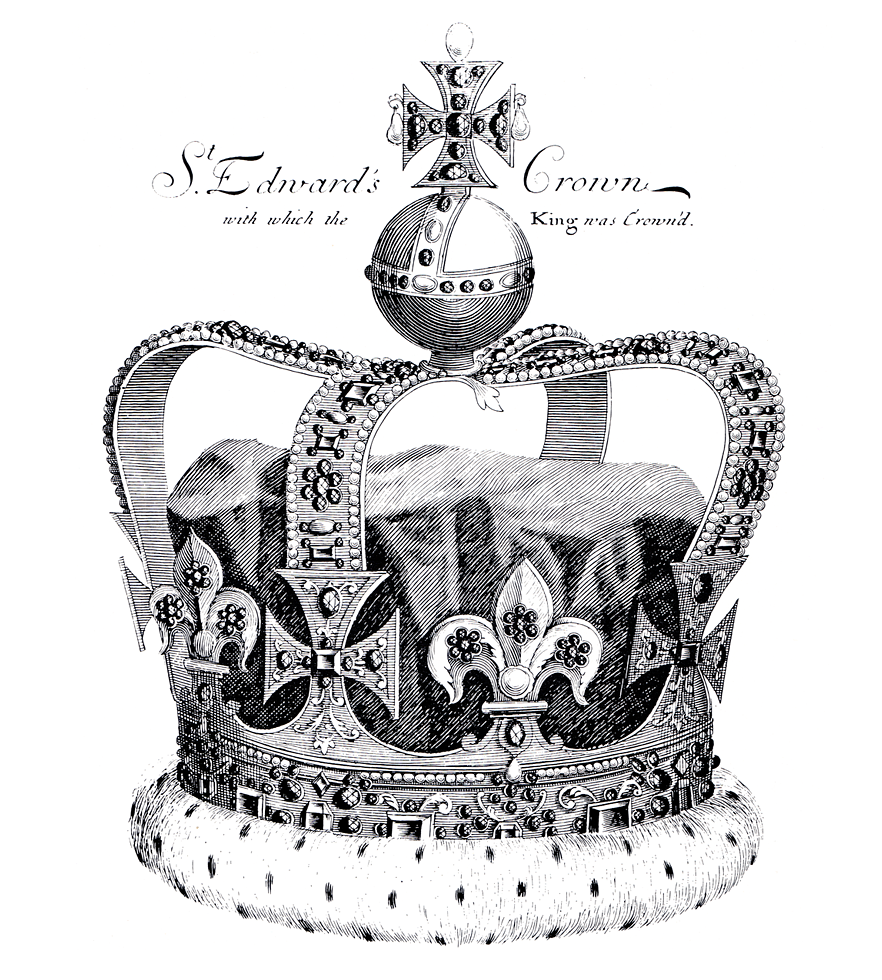
Корона Святого Едварда, як вона виглядала на коронації Якова II Англійського в 1685 році

Монархія була відновлена в 1660 році, і в рамках підготовки до коронації Карла II, який жив у вигнанні за кордоном, Королівський золотар, сер Роберт Вайнер, надав нову корону Святого Едуарда. Вона була створена таким чином, щоб дуже нагадувати середньовічну корону з важкою золотою основою та скупченнями напівдорогоцінного каміння, але арки стали виразно барокові.
Наприкінці 20-го століття було вважалося, що золото для виготовлення нової корони було використано з оригінальної корони Святого Едуарда, оскільки вони майже однакові за вагою, а в 1661 році на ці матеріали не було виставлено жодного рахунку. Корона також використовувалася під час траурного прощання з Олівером Кромвелем, лордом-протектором Англії з 1653 до 1658 років. На підставі цих фактів письменник та історик Мартін Голмс у статті 1959 року для Archaeologia дійшов висновку, що в часи Безкоролів'я корону Святого Едуарда було врятовано з плавильного котла, а її золото було використано для виготовлення нової корони часів Реставрації. 
Його теорія стала загальноприйнятою мудрістю, і багато книг, у тому числі офіційні путівники по коштовностях корони в лондонському Тауері, повторювали його твердження як факт. У 2008 році нове дослідження показало, що коронаційна корона та скіпетр були виготовлені в 1660 році в очікуванні коронації, яку кілька разів відкладали. Інші регалії були замовлені в 1661 році після того, як парламент збільшив бюджет на знак вдячності королю. Корона, що використовувалася під час траурного прощання із Кромвелем, ймовірно, була зроблена з позолоченого недорогоцінного металу, такого як олово або мідь, як це було звичайно в Англії XVII століття; наприклад, корона, використана на похоронах Якова VI і I, коштувала лише 5 фунтів стерлінгів і була прикрашена підробленими коштовностями.
У 1671 році Томас Блад ненадовго вкрав корону з Лондонського Тауера, розплющивши її молотком, щоб її можна було приховати під одягом. Для коронації Якова II було створено новий монд, а для Вільгельма III основу змінили з кола на овал. Після коронації Вільгельма III у 1689 році монархи воліли бути коронованими легшою, виготовленою на замовлення короною (як це було із коронаційною короною Георга IV) або своєю державною короною, тоді як корона святого Едуарда зазвичай лежала на головному вівтарі.

### XX століття та наші дні

Монограма Єлизавети II

Едуард VII мав намір відродити традицію коронування короною Святого Едуарда в 1902 році, але в день коронації він ще відновлювався після операції на апендициті, і замість цього він носив легшу Імператорську державну корону.
Коштовності брали в оренду для використання в короні та видаляли після коронації до 1911 року, коли назавжди встановили 444 дорогоцінні та напівдорогоційні камені. Штучні перли на арках і основі були замінені золотими намистинами, які на той час були покриті платиною. Її смуга також була зменшена, щоб відповідати розміру голови Георга V, першого монарха, увінчаного короною Святого Едуарда за понад 200 років, зменшивши загальну вагу корони з 82 тройських унцій (2,6 кг) до 71 тройської унції (2,2 кг).
Вона використовувався для коронування його наступника Георга VI у 1937 році та королеви Єлизавети II у 1953 році, яка вирішила викорстовувати стилізоване зображення цієї корони на гербах, значках, логотипах та різних інших знаках розрізнення у державах Співдружності, щоб символізувати її королівську владу. У цьому контексті вона замінила корону Тюдорів, використання якої запровадив Едуард VII у 1901 році. Використання зображення корони таким чином здійснюється з дозволу монарха.
4 червня 2013 року корона Святого Едуарда була виставлена на головному вівтарі у Вестмінстерському абатстві під час служби з нагоди 60-ї річниці коронації Єлизавети II, що стало першим випадком, коли вона покинула Будинок коштовностей у Лондонському Тауері з 1953 року.

### Виноски
1. ↑  У «Обряді родини Масгрейвів» Шерлок Голмс впізнає фрагменти корони.

### Цитування
1. ↑  Crown Jewels. Parliamentary Debates (Hansard). Т. 211. United Kingdom: House of Commons. 16 липня 1992. col. 944W.
[Архівовано 2019-01-07 у Wayback Machine.]
2. ↑  The Royal Household. The Crown Jewels. The Official Website of the British Monarchy. Архів оригіналу за 8 жовтня 2015.
3. ↑  Kathryn Jones (17 грудня 2014). Royal Gold: Reflections of Power (Подкаст). Royal Collection Trust.  На 13:03 хвилині. Процитовано 14 лютого 2018.
4. ↑  Twining, p. 168.
5. 1 2  Корона Святого Едуарда. Трест Королівської колекції. Інвентарний № 31700.
6. 1 2  Rose, p. 29.
7. ↑  The real value of The Queen’s crown. royalcentral. royalcentral. Процитовано 18 листопада 2019.
8. ↑  Mears, et al., p. 23.
9. ↑  Moncreiffe, and Pottinger, pp. 38-46.
10. ↑  H.R. Luard, ред. (1858). Life of St Edward the Confessor. Longman. с. 215, 273, 281.
11. 1 2  Keay, pp. 18–20.
12. ↑  Rose, p. 13.
13. ↑  Ronald Lightbown in Blair, vol. 1. pp. 257–353.
14. ↑  Twining, p. 132.
15. ↑  Holmes, p. 216.
16. ↑  Steane, p. 34.
17. ↑  Alice Hunt (2008). The Drama of Coronation: Medieval Ceremony in Early Modern England. Cambridge University Press. с. 93. ISBN 978-1-139-47466-5.
18. ↑  Arnold, pp. 731–732.
19. ↑  Ronald Lightbown in MacGregor, p. 257.
20. ↑  Brian Barker (1976). When the Queen was Crowned. Routledge & Kegan Paul. с. 80. ISBN 978-0-7100-8397-5.
21. ↑  Holmes, pp. 213–223.
22. 1 2  Barclay, pp. 149–170.
23. ↑  Graham Fisher; Heather Fisher (1979). Monarchy and the Royal Family: A Guide for Everyman. Robert Hale. с. 40. ISBN 978-0-7091-7814-9.
24. 1 2  Royal Crown and Cypher. Government of Canada. Canadian Heritage. Архів оригіналу за 20 грудня 2016. Процитовано 3 грудня 2016.
25. ↑  Dixon-Smith, et al., p. 61.
26. ↑  Mears, p. 23.
27. 1 2  Rose, p. 35.
28. ↑  Victorian Coat of Arms. Victoria State Government. Процитовано 15 грудня 2015.
29. ↑  Gordon Rayner (4 червня 2013). Crown to leave Tower for first time since 1953 for Westminster Abbey service. The Telegraph. Процитовано 14 грудня 2015.